# Katedrala svetega Pavla Avrelijana, Saint-Pol-de-Léon
Stolnica svetega Pavla Avrelijana (francosko Cathédrale Saint-Paul-Aurélien de Saint-Pol-de-Léon) je nekdanja stolna cerkev v francoskem mestu Saint-Pol-de-Léon, sedež nekdanje škofije Saint-Pol-de-Léon, ustanovljene v 6. stoletju, ukinjene s konkordatom leta 1801, ko je bilo njeno ozemlje vključeno v škofijo Quimper, danes Quimper in Léon. Na seznamu francoskih zgodovinskih spomenikov je od leta 1840.
Gotska cerkev, posvečena ustanovitelju škofije, sv. Pavlu Avrelijanu, prvemu škofu Saint-Pola, je bila zgrajena v času od 13. do 16. stoletja na ruševinah njene romanske predhodnice.